# Commonwealth Games 2002/Badminton
Die 17. Commonwealth Games fanden vom 25. Juli bis 4. August 2002 in der englischen Stadt Manchester statt. Folgend die Medaillengewinner im Badminton.

## Medaillengewinner
| Disziplin    | Gold | Silber | Bronze |
| ------------ | --- | --- | --- |
| Herreneinzel | Muhammad Hafiz Hashim | Lee Tsuen Seng | Wong Choong Hann |
| Herreneinzel | Muhammad Hafiz Hashim | Lee Tsuen Seng | Richard Vaughan |
| Dameneinzel  | Li Li | Tracey Hallam | Ng Mee Fen |
| Dameneinzel  | Li Li | Tracey Hallam | Aparna Popat |
| Herrendoppel | Chan Chong Ming Chew Choon Eng | Chang Kim Wai Choong Tan Fook | James Anderson Simon Archer |
| Herrendoppel | Chan Chong Ming Chew Choon Eng | Chang Kim Wai Choong Tan Fook | Anthony Clark Nathan Robertson |
| Damendoppel  | Ang Li Peng Lim Pek Siah | Nicole Gordon Sara Runesten-Petersen                                                                                               | Gail Emms Joanne Goode |
| Damendoppel  | Ang Li Peng Lim Pek Siah | Nicole Gordon Sara Runesten-Petersen                                                                                               | Chin Eei Hui Wong Pei Tty |
| Mixed        | Simon Archer Joanne Goode | Chew Choon Eng Chin Eei Hui | Anthony Clark Sara Sankey |
| Mixed        | Simon Archer Joanne Goode | Chew Choon Eng Chin Eei Hui | Daniel Shirley Sara Runesten-Petersen |
| Mannschaft   | England Julia Mann Tracey Hallam Sara Sankey Ella Miles Donna Kellogg Gail Emms Joanne Goode Mark Constable Colin Haughton Anthony Clark Nathan Robertson Robert Blair James Anderson Simon Archer | Singapur Chua Yong Joo Jiang Yanmei Khoo Kian Teck Fatimah Kumin Lim Patrick Lau Kim Pong Lee Yen Hui Kendrick Li Li Ronald Susilo | Neuseeland Geoffrey Bellingham Chris Blair John Gordon Nicole Gordon Rebecca Gordon Nick Hall Tammy Jenkins Rhona Robertson Sara Runesten-Petersen Daniel Shirley                      |
| Mannschaft   | England Julia Mann Tracey Hallam Sara Sankey Ella Miles Donna Kellogg Gail Emms Joanne Goode Mark Constable Colin Haughton Anthony Clark Nathan Robertson Robert Blair James Anderson Simon Archer | Singapur Chua Yong Joo Jiang Yanmei Khoo Kian Teck Fatimah Kumin Lim Patrick Lau Kim Pong Lee Yen Hui Kendrick Li Li Ronald Susilo | Schottland Bruce Flockhart Alastair Gatt Russell Hogg Susan Hughes Kirsteen McEwan Elinor Middlemiss Craig Robertson Graham Simpson Graeme Smith Fiona Sneddon Sandra Watt Yuan Wemyss |

## Finalresultate
| Disziplin    | Sieger                         | Finalist                             | Ergebnis                |
| ------------ | ------------------------------ | ------------------------------------ | ----------------------- |
| Herreneinzel | Muhammad Hafiz Hashim          | Lee Tsuen Seng                       | 7-3, 7-1, 3-7, 7-8 7-4  |
| Dameneinzel  | Li Li                          | Tracey Hallam                        | 7-5, 5-7, 8-7, 7-0      |
| Herrendoppel | Chan Chong Ming Chew Choon Eng | Chang Kim Wai Choong Tan Fook        | 7-5, 4-7, 2-7, 7-5, 7-3 |
| Damendoppel  | Ang Li Peng Lim Pek Siah       | Nicole Gordon Sara Runesten-Petersen | 7-8, 7-4, 2-7, 7-5, 7-0 |
| Mixed        | Simon Archer Joanne Goode      | Chew Choon Eng Chin Eei Hui          | 0-7, 7-5 7-3, 7-3       |
| Team         | England                        | Singapur                             | 3-0                     |